# Cosmic Anisotropy Telescope
Il CAT (dall'inglese Cosmic Anisotropy Telescope) è stato un interferometro a tre elementi per osservare la radiazione cosmica di fondo (CMB) nella banda tra i 13 e i 17 GHz, situato all'Osservatorio radioastronomico Mullard. Nel 1995, fu il primo strumento a misurare la struttura della CMB a piccole scale angolari. Con l'avvento del VSA il telescopio CAT è andato in disuso.